# Aom Flury
Aom Flury  (* 8. Juli 1972 in Corticiasca) ist ein Schweizer Theater-, Filmschauspieler und Maler.

## Leben
Er studierte am Mozarteum Salzburg und ist seit seinem Abschluss 1998 auf deutschsprachigen Bühnen als Schauspieler tätig. Unter anderem spielte er am Schauspielhaus Zürich, bei den Salzburger Festspielen, am Theater Baden-Baden, den Landestheatern in Coburg und Detmold, an der Landesbühne Niedersachsen Nord in Wilhelmshaven und am Stadttheater Bremerhaven.  Von 1999 bis 2001 war er im Faust-Ensemble von Peter Stein, mit dem er an der 21-stündigen Vorstellung des ungekürzten Faust I/II mitwirkte.  Auch war er in verschiedenen Filmen im Kino und Fernsehen zu sehen. 2003 hatte er eine Rolle im  italienischen Fernsehfilm "Un ciclone in famiglia" mit Massimo Boldi und Barbara de Rossi unter der Regie von Carlo Vanzina. Nebenbei begann er Bilder zu malen und auszustellen.

## Theater
- 1999: Faust-Projekt. Regie: Peter Stein
- 2001: Pancomedia. Regie: Peter Stein
- 2007: Hamlet. Regie: Detlef Altenbeck
- 2007: Der Gott des Gemetzels. Regie: Gunther Möllmann
- 2007: Die Katze auf dem heißen Blechdach. Regie: Anne Klinge
- 2009: Stella. Regie: Jan Steinbach
- 2010: Mass der Dinge. Regie: Axel Fündeling
- 2011: Woyzeck. Regie: Olaf Strieb
- 2012: Endspiel. Regie: Christian Hockenbrink
- 2013: Eines langen Tages Reise in die Nacht. Regie: Eva Lange
- 2014: Wir lieben und wissen nichts. Regie: Ingo Putz[1]
- 2014: Novecento – Die Legende vom Ozeanpianisten. Regie: Maria-Elena Hackbarth[2]
- 2015: Der Kontrabaß. Regie: Nina Pichler[3]
- 2016: Dantons Tod. Regie: Jan Steinbach[4]
- 2017: Effi Briest. Regie: Taja Weidner[5]
- 2018: Lulu. Regie: Uwe Kramer[6]
- 2019: Gott des Gemetzels. Regie: Krystyn Tuschhoff[7]
- 2019: Fabian, der Gang vor die Hunde. Regie: Tim Egloff[8]
- 2020: Meistersinger von Nürnberg. Regie: Selcuk Cara[9]
- 2021: Die Tragödie wider Willen. Regie: Alexander Flache[10]
- 2022: Der Untertan. Regie: Gernot Plass[11]
- 2022: Zeugin der Anklage. Regie:Nina Pichler[12]
- 2023: Die Gehaltserhöhung. Regie: Sascha Bunge[13]
- 2023: Kunst. Regie: Georg Heckel[14]
- 2023: Vater. Regie: Jan Steinbach[15]
- 2024: Der Diener zweier Herren. Regie: Kay Neumann[16]

## Filmografie

### Spielfilm
- 1997: Schneller Dezember, Regie: Marco Hausammann-Gilardi und Stephan Laur
- 2004: Bin ich sexy?, Regie: Katrin Feilstl
- 2020: Die Meistersinger von Nürnberg, Regie: Selcuk Cara; (experimenteller Kunstfilm; Kongresshalle, ehem. Reichsparteitagsgelände Nürnberg im Rahmen der Bewerbung um den Titel „Kulturhauptstadt Europas 2025“)[17]

### Fernsehen
- 2004: Un ciclone in famiglia, Regie: Carlo Vanzina
- 2005: Kopf hoch!, Regie: Irene Balmer
- 2008: Aktenzeichen XY, Regie: Kerstin Ahlrichs
- 2008: Michelle & Isabelle, Regie: Michael Pilipp